# Gujarat Vidyapith
Die Gujarat Vidyapith ist eine staatliche Universität in Ahmedabad im indischen Bundesstaat Gujarat. Der Name Vidyapith steht in den meisten indischen Sprachen für Universität. An der Hochschule wird besonders die Anwendung der regionalen Sprache Gujarati sowie von Hindi im Unterricht gefördert.

## Geschichte
Die Hochschule wurde am 18. Oktober 1920 von Mohandas Karamchand Gandhi gegründet. Sie war damit die erste von Indern autonom betriebene Hochschule in Britisch-Indien. Gandhi war bis zu seinem Tod Kanzler (Kula-pati) der Universität. Die Grundwerte der Hochschule orientieren sich an seinen Idealen:
- Verpflichtung zur Wahrheit und Gewaltlosigkeit
- Teilhabe an produktiver Arbeit mit Respekt vor der Arbeit
- Akzeptanz der Gleichheit der Religionen
- Besonderer Schwerpunkt auf die Bedürfnisse der Dorfbevölkerung in allen Fachbereichen
- Gebrauch der (jeweiligen) Muttersprache als Unterrichtssprache

Seit 1963 gehört die Gujarat Vidyapith zu den staatlich anerkannten und geförderten Universitäten in Indien.

## Fakultäten und Einrichtungen
Colleges
- Hindi Teacher Training College, Ahmedabad
- Mahadevbhai Desai Gramseva Mahavidyalaya, Radheja
- Mahadevbhai Desai College, Sadara
- Mahadevbhai Desai Sharirik Shikshan Mahavidyalaya (Collage of Physical Education), Sadara
- Shikshan Mahavidyalaya (College of Education), Ahmedabad

Forschungsinstitute
- Stammesforschung (Tribal Research & Training Institute (TRTI))
- Hindi Prachar Samiti (Hindi Bhavan)
- Bharatiya Bhasha Sanskruti Kendra
- Zentrum für Friedensforschung (Jamnalal Bajaj Institute of Studies in Ahimsa)
- Fachbereich Erwachsenenbildung
- State Resource Centre (SRC) for Adult & Continuing Education including Population Education
- Gujarat Vidyapith Bibliothek (Gandhi Bhavan)
- Fachbereich Verlagswesen
- Rural Service Extension Centre
- Zentrum für Agrarwissenschaften (Krishi Vigyan Kendras)
- P. G. Centre for Studies in Rural Management at village Randheja
- Internationales Zentrum für Jain Studien (International Centre for Jain Studies at Ahmedabad campus)
- Zentrum für Bio-gas Forschung und Bildung in Sadra
- Instrumentation Centre at village Sadra (Level-I) and Mobile Vocational Training Centre
- Late Jankidevi Bajaj Zentrum für Naturheilkunde in Sadra
- Panchayati Raj Talim Kendra